# Stazione di Salone
La stazione di Salone è una fermata ferroviaria senza traffico posta nella zona omonima situata lungo la ferrovia Roma–Pescara.
Era servita dai treni della .

## Cronache
- Nel 1955 vi fu girato il film Destinazione Piovarolo.
- Nel 1993 vi fu girata la scena del film Fantozzi in paradiso in cui il ragionier Ugo Fantozzi e sua moglie Pina, cercando casa, si ritrovano in una stazione della metro. La scena venne girata di notte, allestendo un set attorno a un pezzo di binario non utilizzato per il traffico ferroviario.
- A causa di problemi di ordine pubblico dovuti alla vicinanza di un campo nomadi, la stazione è rimasta chiusa dal 2002 al 1º aprile 2010, quando è stata riattivata, in seguito alla ristrutturazione e alla messa in sicurezza.[1] Le Ferrovie dello Stato hanno investito circa 3 milioni di euro per la ristrutturazione e messa in sicurezza della stazione.[2]
- Da luglio 2025 non vi fermano più treni anche se la fermata risulta ancora formalmente attiva.

## Orari
Dalla stazione, nei giorni lavorativi, c'era un treno ogni ora verso Roma Tiburtina e uno ogni ora per Lunghezza, ai quali si aggiungono altri due treni, uno con destinazione Tivoli e l'altro verso Avezzano.